# دووان-مچتلینو
دووان-مچتلینو (انگلیسی: Duvan-Mechetlino) یک شهرک در شهرستان مچتلینسکی استان باشقیرستان کشور روسیه است.